# Batteriologia
La batteriologia è una branca della biologia che si occupa dello studio dei batteri, sotto il profilo morfologico, chimico e funzionale.
La batteriologia medica è una branca della Medicina che studia i batteri in relazione con le malattie nella specie umana.
Lo studio dei batteri in laboratorio si fonda su alcuni strumenti fondamentali:
- i terreni di coltura usati per isolare e conservare le linee cellulari pure;
- colorazioni generiche e specifiche, da osservare al microscopio ottico (in genere);
- colorazioni con anticorpi specifici marcati, da osservare al microscopio a fluorescenza;
- test biochimici;
- prove sierologiche;

A parte la prima voce, tutte le altre comprendono tecniche che mirano a determinare la presenza o meno di alcune caratteristiche morfologiche, metaboliche, sierologiche utili al fine dell'identificazione.

## Strumenti di indagine Batteriologica

### Terreni di coltura
Per l'isolamento, la coltura ed il mantenimento delle cellule batteriche, si usano una grande quantità di terreni di coltura.
Per far sì che il batterio cresca e si divida bisogna considerare anche gli agenti fisici come pH, temperatura, gas necessari (ossigeno, anidride carbonica) ottimali per la crescita delle specie batteriche desiderate.
Dopo l'inoculo del batterio, il terreno inoculato viene incubato per il tempo necessario allo sviluppo di una quantità studiabile di cellule.
Lo studio morfologico, biochimico e sierologico deve essere effettuato su colonie pure.

### Colorazioni batteriche
Per facilitarne l'osservazione ed il riconoscimento, i batteri possono essere colorati, ovvero modificati con agenti chimici.
Le colorazioni batteriche possono essere semplici o differenziali.
Nel primo caso si procede con l'applicazione di una singola soluzione di colorante (blu di metilene, fucsina, eosina...), su un vetrino portaoggetti su cui una piccola quantità di cellule batteriche era stata distesa e fissata. Dopo la colorazione, l'eccesso di colorante viene rimosso mediante un rapido risciacquo.
Nel caso di colorazioni differenziali, vengono fatti agire due coloranti in successione, di cui il primo viene rimosso con attenzione in modo da evidenziare le varie popolazioni batteriche ed il secondo viene usato per colorare le cellule che non si sono colorate con il primo colorante. A questa categoria appartengono la Colorazione di Gram e la Colorazione di Ziehl-Neelsen.
Completata la colorazione, il vetrino viene osservato al microscopio ottico. Per riconoscere i principali tratti morfologici dei batteri è necessario osservare a 1000 ingrandimenti.

### Microscopia
Per gli studi microbiologici si utilizzano ovviamente strumenti di indagine particolari come il microscopio ottico, utile per osservare le cellule e la loro microstruttura, o il microscopio elettronico per lo studio fine della ultrastruttura.

### Test biochimici
I test biochimici servono per evidenziare la presenza di determinate caratteristiche biochimiche nel batterio in esame.
Questi test possono essere svolti già nel terreno di coltura stesso (terreno differenziale). Per esempio, la crescita su di un terreno contenente solo lattosio ed un indicatore di pH rosso che diventa giallo in ambiente acido, mi permette di distinguere facilmente colonie di batteri che fementano il lattosio da quelle di batteri che non sono in grado di farlo.
A volte i test biochimici vengono combinati tra loro come nell test di Kligler che permette di determinare la fermentazione del lattosio, la produzione di gas e la produzione di H2S.
Altri test vengono eseguiti invece aggiungendo una goccia di reattivo opportuno ad una piccola quantità di colonia batterica pura disposta su di un vetrino (p.e: ossidasi e catalasi).